# The Midnight Express
The Midnight Express war ein Wrestling Tag Team der 1980er Jahre und setzte mit seiner Eingespieltheit neue Maßstäbe im Tag Team Genre. Es bestand in seiner Hauptzeit aus Bobby Eaton und Dennis Condrey, bzw. später aus Eaton und Stan Lane. Gemanagt wurden sie von Jim Cornette.
Der Name rührte, nach Auskunft von Dennis Condrey, nicht vom gleichnamigen Film her (obgleich dessen Filmmusik teilweise beim Einzug des Teams in die Halle gespielt wurde), sondern daher, dass sie stets schwarz trugen, schwarze Autos fuhren und bis nach Mitternacht feierten.

## Geschichte des Midnight Express

### Die Anfangszeit
Im Herbst 1980 bildeten Dennis Condrey und Randy Rose ein Tag Team in Alabama. Kurz darauf durften sie Bob Armstrong und Jos LeDuc die Southeast Tag Team Titel abnehmen. Am 27. Juli 1981 schloss sich ihnen Norvell Austin an. Ab diesem Zeitpunkt traten sie als Midnight Express an. In den folgenden Jahren waren sie hauptsächlich bei Southeast Championship Wrestling und in der AWA aktiv. Zeitweilig gehörten auch Ron Starr und der Mongolian Stomper zum Team.

### Condrey und Eaton
1984 wechselte Condrey nach Memphis, wo er den Midnight Express mit Bobby Eaton wiederaufleben ließ. Im Gegensatz zu den vorherigen Besetzungen, die eher Stablecharakter hatten, bildeten sie ein „richtiges“ Tag Team, mit Jim Cornette an ihrer Seite, der zu den hervorragenden Ringfähigkeiten die passenden Micworkkünste beisteuerte.
Gemeinsam machten sie sich schnell einen Namen als Superheels, indem sie zum Untermauern ihrer Herausforderung auf den Mid-South Tag Team-Titel den Publikumsliebling Magnum T.A. teerten und federten.
Nachdem sie die Titel errungen hatten, wurden sie in eine Fehde mit dem Rock ’n’ Roll Express gesteckt, die sich über Jahre hinziehen- und ein Höhepunkt des Tag-Team-Wrestling der 1980er Jahre werden sollte.
Nebenbei gab es auch Fehden gegen die Fantastics (in der Mid South Region und der WCCW) und die Road Warriors (in Jim Crocketts Promotion, der späteren WCW).
Im Januar 1987 verließ Condrey den Express und JCP und wechselte in die AWA, wo er später mit Randy Rose den Original Midnight Express wiederaufleben ließ. Hierbei wurden sie vom späteren ECW-Besitzer Paul E. Dangerously gemanagt.
Am 26. Oktober 1987 durften sie Jerry Lawler und Bill Dundee die AWA World Tag Team Titel abzunehmen, die sie am 27. Dezember gleichen Jahres an die Midnight Rockers Marty Jannetty und Shawn Michaels wieder abgeben mussten.

### Eaton und Lane
Als Ersatz für Condrey wurde Stan Lane ins Team geholt, der bereits in den Jahren zuvor häufig gegen Eaton gewrestlet hatte und daher ebenfalls hervorragend mit ihm harmonierte.
Zunächst wurde die Fehde mit den Fantastics fortgeführt, wobei es um den United States Tag Team Titel ging. 1988 wurde schließlich entschieden, den Express mit den NWA World Tag Team Titeln auszustatten. Opfer hierbei waren die nicht minder bekannten Horsemen Arn Anderson und Tully Blanchard. Einige Wochen später gab es allerdings wieder den Titelverlust an die Road Warriors. In diesem Match wurde der Midnight Express gleichzeitig zu Publikumslieblingen.
Die nächste Fehde war dann gegen den „Original Midnight Express“ aus Condrey und Rose, die in die NWA gewechselt waren. 
Aufgrund eines vorzeitigen Abgangs von Condrey, der für das entscheidende Match am 20. Februar 1989 durch Jack Victory ersetzt wurde, ging die Fehde nicht über allzu lange Zeit.
Nachdem Jim Crockett die Promotion an Ted Turner verkauft hatte, der die WCW daraus machte, verließ der Midnight Express die Liga, aufgrund von Problemen mit dem Booker George Scott.
Nach ihrer Rückkehr gab es zunächst eine Fehde mit den Dynamic Dudes (Johnny Ace und Shane Douglas), die ebenfalls von Cornette gemanagt wurden. Beim entscheidenden Match schlug Cornette Douglas mit seinen Tennisschläger, wodurch der Midnight Express wieder zu Heels wurde.
Im Laufe des Jahres 1990 gab es noch einmal die US Tag Team Titel, sowie Fehden gegen Brian Pillman und Tom Zenk, die Southern Boys (Steve Armstrong und Tracey Smothers), die Steiner Brothers und wiederum den Rock 'n' Roll Express.
Ende 1990 entschlossen sich Lane und Cornette, die WCW aufgrund von Problemen mit dem Management zu verlassen, während Eaton blieb. Dies war das Ende des Midnight Express.

### New Midnight Express
1997 entschloss sich die WWF (heute WWE) dazu, das Midnight Express-Gimmick zu reaktivieren und stellte Cornette hierzu „Bodacious“ Bart Gunn & „Bombastic“ Bob Holly an die Seite. Natürlich fehdeten sie gegen den Rock ’n’ Roll Express. Da beide Wrestler nicht das Charisma und die technischen Fähigkeiten der alten Midnight Express-Mitglieder hatten, floppte die ganze Sache. Der New Midnight Express errang noch einmal die (mittlerweile in ihrer Relevanz weit abgesackten) NWA World Tag Team Titel.

### Heute
2003 wurde der Midnight Express bei der Mid-Atlantic-Sektion der NWA mit Eaton und dem dortigen Booker und ehemaligen WWF-Jobber Rikki Nelson wiederbelebt. Nach kurzer Zeit wurde letzterer durch Condrey ersetzt. Seit dieser Zeit ist der Midnight Express wieder regelmäßig in amerikanischen Ringen zu sehen. Teilweise auch mit Stan Lane oder auch – wie am 25. September 2004 bei Continental Wrestling – als Original Midnight Express mit Austin und Rose.

## Die Mitglieder

### Norvell Austin
Austin begann seine Karriere in den späten 1960er Jahren in Florida oder Alabama. Er war – im Tag Team mit Sputnik Monroe – einer der ersten schwarzen Wrestler, die in den Südstaaten als Heel Erfolge feiern konnten. Auch ansonsten war er hauptsächlich in Tag Teams unterwegs und kam u. a. an der Seite von Koko B. Ware (als Pretty Young Things) und Paul Orndorff zu Titelerfolgen. Er beendete seine Karriere Ende der 1980er Jahre, trat aber auch danach noch bei Legendenkämpfen auf.

### „Ravishing“ Randy Rose
Rose, der eigentlich Randy Als hieß, war 1979 unter seinem wirklichen Namen Central States Heavyweight und Tag Team Champion (letzteres an der Seite von Bryan St. John).
Nach der Trennung der ersten Express-Besetzung trat er einige Zeit bei International Championship Wrestling auf und durfte an der Seite von Pat Rose 1985 noch einmal Southeast Tag Team Champion werden. Nach dem Ende des Original Midnight Express in der NWA war er Anfang der 1990er Jahre bei Georgia All-Star Wrestling und der Global Wrestling Federation tätig.

### „Loverboy“ Dennis Condrey
Dennis Condrey wurde am 1. Februar 1955 in Florence, Alabama geboren. Seine Wrestlingkarriere begann er 1973 in Tennessee. In den 1970ern mimte er in vielen Südstaatenpromotionen Tag Team-Champions, besonders an der Seite von Phil Hickerson.
Nach dem Ende seiner Midnight Express-Zeit 1986 ging er über Nacht zur AWA.
Während der Fehde zwischen Midnight Express und Original Midnight Express verschwand er ebenfalls über Nacht und ging zurück nach Alabama, wo er in der mittlerweile in Continental Wrestling Federation umbenannten Liga am 22. Juli 1989 Tom Prichard den CWF-Heavyweight Title abnehmen durfte. In den frühen 1990er Jahren beendete er seine Karriere und tritt seitdem nur noch sporadisch auf.

### „Beautiful“ Bobby Eaton
Bobby Lee Eaton wurde am 14. August 1958 in Huntsville, Alabama geboren. Nachdem er von Tojo Yamamoto zum Wrestler ausgebildet worden war, debütierte er im Mai 1976 gegen Bearcat Wright. In den folgenden Jahren kam er in den Mid-America-Gefilden der NWA zu einigen Erfolgen, insbesondere im Tag Team Bereich.
Auch nach dem Ende des Midnight Express blieb er ein Tag-Team-Wrestler, beispielsweise in Paul Heymans Dangerous Alliance oder als arroganter Earl bei den Bluebloods an der Seite von „Lord“ Steven Regal. 
Gleichzeitig bildete er für die WCW sowie nach deren Ende für WWE Nachwuchswrestler aus.

### „Sweet“ Stan Lane
Breck Stansfield Lane wurde am 5. August 1953 in Greensboro (North Carolina) geboren. Seine Ausbildung zum Wrestler bekam er von niemand geringerem als Ric Flair. 1974 debütierte Lane, erfolgreich wurde er allerdings erst 1982, als er in ein Tag Team mit Steve Keirn gesteckt wurde. Unter dem Namen Fabolous Ones waren sie ein sehr populäres Babyface-Team in den Südstaaten, insbesondere in Memphis, wo sie 14 mal die Southern Tag Team Title gewinnen konnten.
Nach dem Ende des Express ging er 1990 zu Jim Cornettes Smoky Mountain Wrestling, wo er an der Seite von Tom Prichard als Heavenly Bodies mit dem Rock 'n' Roll Express fehdete und seine aktive Karriere 1993 beendete. Hiernach arbeitete er als Kommentator für die WWF. Es gab über Jahrzehnte Vermutungen, dass Lane möglicherweise der Vater der Politikerin Lauren Boebert ist. Das negative Ergebnis eines ersten Vaterschaftstest wurde aufgrund von Bestechungsvorwürfen gegen den damaligen Laborarbeiter in Frage gestellt. Die Diskussion wurde 2023 mit einem zweiten negativen DNA-Test allerdings endgültig beendet.